# Sylvain Kastendeuch
Sylvain Kastendeuch (ur. 31 sierpnia 1963 w Hayange, Mozela) – były francuski piłkarz grający na pozycji obrońcy, który w reprezentacji Francji rozegrał 9 meczów. Jest piątym graczem z największą liczbą występów w Ligue 1.